# Mesochorus atricoxalis
Mesochorus atricoxalis är en stekelart som beskrevs av Kusigemati 1985. Mesochorus atricoxalis ingår i släktet Mesochorus och familjen brokparasitsteklar. Inga underarter finns listade i Catalogue of Life.